# Assassin (Mark Shreeve)
Assassin is het zesde album van Mark Shreeve. Het is uitgegeven door een groothandel/ winkel in compact discs gevestigd in Dundee; het bedrijf CDS (Compact Disc Services) is gespecialiseerd in elektronische muziek en zou ook albums uitbrengen van Radio Massacre International. Shreeve bespeelde op dit album bekende synthesizers voor die tijd, de Roland Juno 60, de Yamaha CS30, en Roland TR808 ritmemachine. Het album verscheen in een kleine oplage en is al tijden uit de verkoop (gegevens 2011). 

## Musici
- Mark Shreeve - synthesizers

## Muziek
| Nr. | Titel         | Duur  |
| --- | ------------- | ----- |
| 1.  | Assassin      | 11:12 |
| 2.  | Angel of fire | 10:43 |
| 3.  | Tyrant        | 5:33  |
| 4.  | System six    | 18:28 |
| 5.  | High frontier | 4:45  |